# Албасете
Албасете (на испански: Albacete) е град в Испания, столица на едноименната провинция Албасете, намираща се в автономната област Кастилия-Ла Манча, в югоизточната част на страната. Името идва от арабската дума Ал-Басит, означаваща „равнина“, поради равнинния релеф на околността. Сведения за точната дата на възникване на града не са известни, но се смята, че е възникнал като укрепено селище по време на мюсюлманското владичество.
Надморската височина е 686 м. Градът отстои на 251 км от Мадрид и на 540 км от Барселона. Населението е 172 816 жители (януари 2017 г.), което го прави най-големия град на областта Кастилия-Ла Манча. Известен е с организирания ежегоден фестивал от 7 до 17 септември като през 2010 г. ще се навършат три века от началото на провеждането му. По чистота на въздуха се нарежда в топ 10 на градовете с над 100 000 жители в Европа, поради което е и любима дестинация на хора с дихателни проблеми. В града има значителен брой паркове, градини и зелени зони.
За покровител на Албасете се смята Йоан Кръстител.

## Известни личности
Родени в Албасете
- Ракел Мартинес (р. 1973), писателка
- Пабло Чапеля (р. 1976), актьор